# 全奕陳
全奕陳（：／ Jeon Hyeok Jin，1995年6月13日—），大韩民国羽毛球男運動員。2013年亚青賽男單亚軍，2015年世界大學運動會混合團體、男子單打金牌、2017年蘇迪曼盃冠軍隊成員。

## 簡歷

### 2012-2013年
2012年6月，全奕陳代表韓國出戰在韩国慶尚北道金泉市舉行的亚洲青年錦標賽，助韩国队获得混合团体季軍。同年10月，再次代表韓國出戰在日本千葉縣舉行的世界青年錦標賽，並再次於混合团体赛获得季軍。
2013年7月，全奕陳代表韓國參加在马来西亚沙巴州亞庇市舉行的亚洲青年錦標賽，在率先進行的混合团体赛中，韩国队以1比3不敌中国队，获得亞軍；在男子單打决赛中則以1比2（17-21、21-13、15-21）不敌马来西亚的蘇德智。全奕陳在10月於泰国曼谷舉行的世界青年錦標賽的混合团体赛中，助韩国队以3比2击败印尼队，获得冠軍；個人賽事中，最終以1比2（21-15、18-21、15-21）输给中华台北的王子維，止步16強。同樣在10月，他代表韓國參加在天津市舉行的東亞運動會羽毛球比賽，贏得男子單打铜牌。

### 2015年 國際賽首冠
2015年4月，全奕陳在大阪羽毛球國際挑戰賽男子單打決賽，以2比1（15–21、21–17、21-14）战胜赛会二号种子、日本的坂井一將，贏得個人第一座國際賽冠軍。7月，全奕陳代表韓国（東義大學校）出戰在韓國光州市舉行的世界大學生運動會羽毛球比賽，贏得混合團體及男單金牌。11月，在澳門公開賽男單決賽，以2比1（21–11、13–21、23-21）力克赛会二号种子、中国的田厚威，贏得個人首座世界羽聯大奖赛賽冠軍。

### 2016年 澳洲超級賽亞軍
2016年5月，全奕陳以第三单打身份出战湯姆斯盃，韓國隊在準決賽以总比分1比3不敌印尼隊而赢得季军，无缘闯入决赛。6月，全奕陳在澳洲超級賽接連擊敗澳大利亚的梁永亨、越南的阮進明以及印尼的A·S·金廷後晉級決賽。决赛中，他以1比2（16-21、21-19、11-21）输给丹麦的汉斯-克里斯蒂安·维汀哈斯，獲得亞軍。

### 2017年 蘇迪曼盃冠軍
2017年5月，全奕陳以第二单打身份出战蘇迪曼盃。韓國隊在決賽面對中國隊時安排他出場，他雖以0比2（10-21、10-21）不敵谌龙，但韩国队最後以總比分3比2捧杯。11月，全奕陳在韓國大師賽決賽，以2比1（21-17、19-21、21-12）逆转队友金明基而奪冠。

### 2018-2022年
全奕陳在2018年遭遇膝傷，輾轉多家醫院治療卻未好轉，也因為長時間未參加國際賽，世界排名積分歸零。他在2019年被國家隊辭退後，返回地方球隊繼續治療。2020年，全奕陳傷癒，但受2019冠状病毒病疫情影響而未即時重返國際賽，但在國內賽事進入佳境，曾以大比分（21-9、21-15）擊敗原韓國第一單打孫完虎，也在該年贏得全國春季錦標賽男單冠軍。
2021年，全奕陳重返國家隊，參加該年舉行的蘇迪曼盃與湯姆斯盃。2022年4月，世界排名995的全奕陳時隔五年重返國際巡迴賽，最終在韓國大師賽決賽擊敗日本選手奈良岡功大，奪得暌違五年的國際賽冠軍。

## 主要比賽成績
只列出曾進入準決賽的國際賽事成績：
| 年份   | 賽事                     | 公開賽級別 | 項目     | 成績   |
| ------ | ------------------------ | ---------- | -------- | ------ |
| 2012年 | 亞洲青年羽毛球錦標賽     | 其他       | 混合團體 | 季軍   |
| 2012年 | 世界青年羽毛球錦標賽     | 其他       | 混合團體 | 季軍   |
| 2013年 | 亞洲青年羽毛球錦標賽     | 其他       | 混合團體 | 亞軍   |
| 2013年 | 亞洲青年羽毛球錦標賽     | 其他       | 男子單打 | 亞軍   |
| 2013年 | 東亞運動會羽毛球比賽     | 其他       | 男子單打 | 銅牌   |
| 2013年 | 世界青年羽毛球錦標賽     | 其他       | 混合團體 | 冠軍   |
| 2014年 | 亞洲運動會羽毛球比賽     | 其他       | 男子團體 | 金牌   |
| 2015年 | 泰國羽毛球國際挑戰賽     | 國際挑戰賽 | 男子單打 | 準決賽 |
| 2015年 | 馬來西亞羽毛球大師賽     | 黃金大獎賽 | 男子單打 | 亞軍   |
| 2015年 | 大阪羽毛球國際挑戰賽     | 國際挑戰賽 | 男子單打 | 冠軍   |
| 2015年 | 世界大學運動會羽毛球比賽 | 其他       | 混合團體 | 金牌   |
| 2015年 | 世界大學運動會羽毛球比賽 | 其他       | 男子單打 | 金牌   |
| 2015年 | 印尼羽毛球國際挑戰賽     | 國際挑戰賽 | 男子單打 | 亞軍   |
| 2015年 | 泰國羽毛球黃金大獎賽     | 黃金大獎賽 | 男子單打 | 準決賽 |
| 2015年 | 韓國羽毛球大師賽         | 大獎賽     | 男子單打 | 準決賽 |
| 2015年 | 澳門羽毛球黃金大獎賽     | 黃金大獎賽 | 男子單打 | 冠軍   |
| 2016年 | 亞洲羽毛球團體錦標賽     | 其他       | 男子團體 | 季軍   |
| 2016年 | 湯姆斯盃                 | 其他       | 男子團體 | 季軍   |
| 2016年 | 澳洲羽毛球超級賽         | 超級賽     | 男子單打 | 亞軍   |
| 2017年 | 亞洲羽毛球混合團體錦標賽 | 其他       | 混合團體 | 亞軍   |
| 2017年 | 蘇迪曼盃                 | 其他       | 混合團體 | 冠軍   |
| 2017年 | 中華台北羽毛球黃金大獎賽 | 黃金大獎賽 | 男子單打 | 準決賽 |
| 2017年 | 韓國羽毛球大師賽         | 大獎賽     | 男子單打 | 冠軍   |
| 2018年 | 亞洲羽毛球團體錦標賽     | 其他       | 男子團體 | 季軍   |
| 2021年 | 蘇迪曼盃                 | 其他       | 混合團體 | 季軍   |
| 2022年 | 亞洲羽毛球團體錦標賽     | 其他       | 男子團體 | 季軍   |
| 2022年 | 韓國羽毛球大師賽         | 超級300賽  | 男子單打 | 冠軍   |
| 2022年 | 丹麥羽毛球大師賽         | 國際挑戰賽 | 男子單打 | 準決賽 |
| 2022年 | 瑪琅羽毛球國際挑戰賽     | 國際挑戰賽 | 男子單打 | 準決賽 |
| 2023年 | 大阪羽毛球國際挑戰賽     | 國際挑戰賽 | 男子單打 | 準決賽 |
| 2023年 | 蘇迪曼盃                 | 其他       | 混合團體 | 亞軍   |
| 2023年 | 北馬里亞納羽毛球公開賽   | 國際挑戰賽 | 男子單打 | 亞軍   |
| 2023年 | 塞班島羽毛球國際賽       | 國際挑戰賽 | 男子單打 | 亞軍   |
| 2023年 | 亞洲運動會羽毛球比賽     | 其他       | 男子團體 | 銅牌   |
| 2024年 | 阿塞拜疆羽毛球國際賽     | 國際挑戰賽 | 男子單打 | 冠軍   |
| 2024年 | 亞洲羽毛球團體錦標賽     | 其他       | 男子團體 | 季軍   |
| 2024年 | 德國羽毛球公開賽         | 超級300賽  | 男子單打 | 準決賽 |
| 2024年 | 泰國羽毛球國際系列賽     | 國際系列賽 | 男子單打 | 冠軍   |
| 2025年 | 蘇迪曼盃                 | 其他       | 混合團體 | 亞軍   |
| 2025年 | 北馬里亞納羽毛球公開賽   | 國際挑戰賽 | 男子單打 | 準決賽 |

| 2007-2017年 | 首要超級賽 | 超級賽 | 黃金大獎賽 | 大獎賽 | 國際挑戰賽 | 國際系列賽 | 未來系列賽 | 其他 |

| 2018-2026年 | 總決賽 | 超級1000賽 | 超級750賽 | 超級500賽 | 超級300賽 | 超級100賽 | 國際挑戰賽 | 國際系列賽 | 未來系列賽 | 其他 |

### 世界冠軍頭銜
全奕陳在羽毛球生涯中共奪得1項羽毛球世界冠軍頭銜。
| 賽事     | 奪冠次數 | 年份               |
| -------- | -------- | ------------------ |
| 蘇迪曼盃 | 1        | 2017年（混合團體） |
| 總計     | 1        |                    |

### 奧運會和世錦賽參賽紀錄
|          | 2023 | 2024       |
| -------- | ---- | ---------- |
| 男子單打 | 32強 | 小組第二名 |

### 主要對賽紀錄
全奕陳與主要對手的對賽成績如下（只列出對賽四次或以上對手，截至2017年7月2日）：

| 對手   | 對賽次數 | 對賽結果 | 對賽結果 | 總計 |
| 對手   | 對賽次數 | 勝       | 負       | 總計 |
| ------ | -------- | -------- | -------- | ---- |
| 催率圭 | 5        | 4        | 1        | +3   |
| 李炫一 | 4        | 0        | 4        | -4   |
| 總計   | 9        | 4        | 5        | -1   |

| 對手     | 對賽次數 | 對賽結果 | 對賽結果 | 總計 |
| 對手     | 對賽次數 | 勝       | 負       | 總計 |
| -------- | -------- | -------- | -------- | ---- |
| 王子维   | 6        | 3        | 3        | 0    |
| 西本拳太 | 5        | 4        | 1        | +3   |
| 坂井一将 | 5        | 2        | 3        | -1   |
| 總計     | 172      | 131      | 41       | +90  |